# Rubus amphidasys
Rubus amphidasys är en rosväxtart som beskrevs av Wilhelm Olbers Focke. Rubus amphidasys ingår i släktet rubusar, och familjen rosväxter. Inga underarter finns listade i Catalogue of Life.